# Kew Green
Kew Green är en park i Storbritannien.   Den ligger i grevskapet Greater London och riksdelen England, i den södra delen av landet, i huvudstaden London. Kew Green ligger 9 meter över havet.
Terrängen runt Kew Green är platt. Runt Kew Green är det mycket tätbefolkat, med 6 241 invånare per kvadratkilometer. Närmaste större samhälle är City of London, 13,9 km öster om Kew Green. Runt Kew Green är det i huvudsak tätbebyggt.